# 香叶醇
香叶醇（英語：Geraniol，又称牻牛儿醇）是一个非环单萜醇类化合物。它是玫瑰油、马丁香油和香茅油等香精油的主要成分之一，也少量存在于天竺葵和柠檬中。常温下为无色至黄色的油状液体，具有温和、甜的玫瑰花气息，味有苦感。难溶于水，可溶于有机溶剂中。香叶醇及其酯广泛用作日用香精和食用香精，是玫瑰系香精的主剂，用于配制日用产品和食品。

## 制取
工业上用β-蒎烯高温裂解生产月桂烯，然后使其在低温及氯化亚铜和有机季铵盐催化剂存在下与氯化氢加成，得到月桂烯的一级氯化物。将该氯化物与乙酸钠和含氮碱（如三乙胺）共热，得香叶醇、橙花醇和少量芳樟醇的乙酸酯混合物，经皂化反应水解，再蒸馏并仔细分馏便可得到香叶醇。
可以提取出香叶醇的植物有：
- 唇形科：香薷 Elsholtzia ciliate (Thunb.) Hyland.，全草
- 百合科：大蒜 Allium sativum L.，揮發油
- 芸香科：芸香草 Cymbopoyon distans (Nees) A. Camus，揮發油
- 牻牛儿苗科：牻牛儿苗 Erodium stephanianum，揮發油
- 樟科：月桂 Laurus nobilis L.，叶
- 芸香科：九里香 Murraya paniculata (L. ) Jack.，叶
- 蔷薇科：玫瑰 Rosa rugosa Thunb.，揮發油
- 松藻科：刺松藻 Codium fragile (Sur.) Har.，全藻

香叶醇也是山梨酸代谢产物之一。

## 性质
香叶醇去掉羟基后衍生出的基团称为香叶基（英文：Geranyl），也称牻牛儿基。香叶基焦磷酸（即牻牛儿基焦磷酸，GPP）和香叶基香叶基焦磷酸（即牻牛儿基牻牛儿基焦磷酸，GGPP）是胆固醇生物合成过程中的重要中间产物。
香叶醇在酸性溶液中被转化为环状单萜α-松油醇。在铜催化剂存在下加热，香叶醇可以重排成香茅醛，香茅醛经还原可得到香茅醇。
香叶醇具有一定的毒性。大鼠口服半数致死量为3.6g/kg。

## 用途
香叶醇及其酯类衍生物被广泛用作日用香精，是玫瑰系香精的主剂，可用于草莓、桃、苹果、橘子、菠萝等果香型香精和生姜、肉桂等香型食用香精。也用于制取香叶醇酯（如乙酸香叶酯、甲酸香叶酯）、柠檬醛、香草醛、香草醇、维生素A、紫罗兰酮和羟基香草醛，治疗慢性支气管炎，用作驱蚊剂成分、抗菌剂、香烟添加剂。